# Bray (Eure)
Bray é uma comuna francesa na região administrativa da Normandia, no departamento de Eure. Estende-se por uma área de 5,81 km². Em 2010 a comuna tinha 405 habitantes (densidade: 69,7 hab./km²).